# Nicolas French
Nicholas French (Wexford, 1604 – Gent, 23 augustus 1678), was een rooms-katholieke bisschop van Ferns en een Iers politiek activist en pamfletschrijver.

## Loopbaan
Nicolas French werd geboren in het Ballytory kasteel, als zoon van John French en Christina Rossiter.
De familie French (Ffrench) was afkomstig uit Frankrijk (vandaar hun naam) en was in 1066 samen met Willem de Veroveraar uit Normandië naar Engeland gekomen. Omstreeks 1169 week de familie uit naar het graafschap County Wexford in Ierland, waar Parick French in 1421 in de barony of Forth het Ballytory kasteel bouwde.
Voor zijn hoger onderwijs ging Nicolas French naar het Iers College van de universiteit van Leuven, waarna hij eind 1640 terugkeerde naar Ierland en er priester werd in Wexford.
Na de opstand van de Ierse katholieken in oktober 1641 tegen de (sinds 1609) uit Engeland ingevoerde  protestantse kolonisten, braken in Ierland bloedige conflicten uit.
In maart 1642 nam French, samen met andere katholieke geestelijken en edelen, deel aan de oprichting van de Ierse Katholieke Confederatie (IKC), om de rebellenbeweging meer samenhang te geven, teneinde de godsdienstvrijheid, de gelijkheid voor de wet voor de katholieken en de onafhankelijkheid van de Ierland te bekomen. 
De IKC riep de stad Kilkenny uit tot hun hoofdstad en daar het koninklijk gezag verdwenen was ten gevolge van de burgeroorlog, regeerde de IKC  tussen 1642 en 1649 in feite de Confederale Staat Ierland.

## Bisschop

### Bisschop van Ferns
Op 6 februari 1645 werd French door Paus Innocentius X tot bisschop van het bisdom Ferns benoemd en op 3 december van datzelfde jaar gewijd. Hij koos als leuze Virtus in angustiis (Angst geeft kracht).
Datzelfde jaar stond hij de nieuwe pauselijke nuntius, Giovanni Battista Rinuccini, bij om de ondertekening van het vredesverdrag met de Engelse Royalisten tegen te houden, omdat het niet voldeed aan de voornaamste eisen van de IKC. 
French en advocaat Nicholas Plunkett namen de controle over van de Hoge Raad en geprobeerden een beter vredesverdrag met de Engelse Royalisten te bekomen en de oorlog in Ierland meer kracht bij te zetten. Op 28 maart 1648 werd de aangepaste tekst van het vredesverdrag ondertekend, en French speelde hierbij een leidende rol in een poging om een zo breed mogelijke steun voor dit verdrag te bekomen binnen de IKC. Meer radicale katholieken bleven er echter nog steeds vijandig tegenover. Hoe dan ook, het vredesverdrag IKC / Engelse Royalisten hield nauwelijks een goed jaar stand en werd dan vernietigd door de Engelse parlementsleden met de start in 1649 van de verovering van Ierland. 
Tijdens die verovering, waarbij Oliver Cromwell op 11 oktober 1649 Wexford deed vallen, traden de Engelse parlementsleden zeer vijandig op tegen de katholieke geestelijken, die ze massaal lieten gevangennemen en executeren, waardoor Nicolas French moest onderduiken.
In 1650 was er een bisschoppensynode in de Abdij van Jamestown waarin Nicolas French verwoed streed tegen James Butler, 1ste hertog van Ormonde.
In 1651 ging French met een Ierse delegatie naar Karel IV van Lotharingen om diens steun te vragen in de strijd tegen invallen van het parlementaire leger en hem het beschermheerschap van Ierland aan te bieden, maar alhoewel deze er wel in geïnteresseerd was, mislukte deze missie toch en French besloot dan voorlopig op het Europese vasteland te blijven, gezien het gevaar voor zijn leven in Ierland.
Tijdens de restauratie-periode wilde hij terugkeren naar Ierland, maar zijn houding tijdens de bisschoppensynode in Jamestown werd hem door James Butler zo kwalijk genomen dat de machtiging die hij voor zijn terugkeer had gekregen werd ingetrokken en hij verplicht was op het vasteland in ballingschap te blijven. 

### Ballingschap op het Europese vasteland
Tijdens zijn verblijf op het vasteland werd hij door de paus achtereenvolgens benoemd tot hulpbisschop: 
- in 1652 van het aartsbisdom Santiago de Compostella onder de aartsbisschoppen Fernando Andrade Sotomayor en Pedro Carrillo y Acuña
- in 1666 van het aartsbisdom Parijs onder aartsbisschop Hardouin de Péréfixe de Beaumont
- in 1668 van het bisdom Gent onder bisschoppen Eugeen Albert d'Allamont en Frans van Horenbeke

In zijn Gentse periode was Nicolas French mede-consecrator van:
- Peter Talbot: op 9 mei 1669 die op 11 januari tot bisschop van het Aartsbisdom Dublin was benoemd
- Ignaas August Schetz van Grobbendonck: op 12 mei 1669 die op 1 april tot bisschop van het Bisdom Namen was benoemd
- James Lynch: op 16 mei 1669 die op 8 maart tot bisschop van het Aartsbisdom Tuam was benoemd
- Dominic Burke: op 22 november 1671 die op 13 juli tot bisschop van het Bisdom Elphin was benoemd

French (als vervanger van de Gentse bisschop  d’Allamont, die in Spanje verbleef) wijdde op 17, 18 en 19 mei 1673 17 nieuwe altaren in de Sint-Niklaaskerk (Gent) (gebouwd ter vervanging van de oude altaren die afgebroken waren bij de verhoging van het vloerpeil van de benedenkerk en het koor).
Toen hij gedurende enkele dagen in de Abdij van de Engelse Benedictinessen in de Sint-Pietersnieuwstraat te Gent verbleef, om er te rusten, overleed Nicolas French daar op 23 augustus 1678 en hij werd op 25 augustus begraven in de 'vrije sepulture' aan de voet van het hoogaltaar van de Sint-Niklaaskerk. Hij kreeg een grafsteen in witte marmer. De begrafenisdienst werd, bij afwezigheid van de Gentse bisschop Frans van Horenbeke, geleid door Amandus Hovelinck, abt van de Sint-Pietersabdij (Gent).
Na zijn dood was er een vacatuur, tot zijn neef Luke Wadding (zoon van James Wadding en Anastasia Rossiter, die in op 26 augustus 1671 hulpbisschop  van Ferns was benoemd, maar dit had geweigerd), in 1684 eindelijk gewijd werd. Bij diens dood in 1692 was de zetel opnieuw vacant. Zijn neef Michael Rossiter werd op 14 december 1692 als bisschop gekozen, maar dat werd pas op 1 juli 1697 bevestigd.

## Publicaties
Hij was een man met een grote literaire activiteit, zoals uit zijn talrijke werken blijkt. 
Naast een cursus filosofie, in manuscript bewaard in de Marsh bibliotheek van Dublin, publiceerde hij
- Queeres propound by the Protestant Party in Ireland concerning the peace now treated of in Ireland (Paris, 1644)
- A Narrative of Clarendon's Sale and Settlement of Ireland, etc. (Louvain, 1668) een aanval op James Butler, markies van Ormond (de leider van de Royalisten in Ierland in de burgeroorlogen)
- The Bleeding Iphigenia (1674)
- The Unkind Deserter of Loyal men and true friends, i.e. Ormond (Paris, 1676)”
- Lucubrations of the Bishop of Ferns in Spain